# کونکاکاف
کنفدراسیون اتحادیهٔ فوتبال آمریکای شمالی، مرکزی و کارائیب (به انگلیسی: Confederation of North, Central American and Caribbean Association Footbal) که بیشتر با سرواژهٔ آن کونکاکاف (Concacaf) شناخته می‌شود، مسئول برگزاری مسابقات فوتبال در منطقهٔ آنگلو-آمریکا و آمریکای مرکزی می‌باشد.

## اعضاء
آمریکا شمالی
| - کانادا | - مکزیک | - ایالات متحده آمریکا |

آمریکا مرکزی
| - بلیز - کاستاریکا - السالوادور | - گواتمالا - هندوراس | - نیکاراگوئه - پاناما |

حوزه کارائیب
| - آنگویلا - باهاما - جزایر ویرجین انگلستان - کوراسائو - گویان فرانسه2,3 - گویان2 - مارتینیک3 - سنت کیتس و نویس - Saint-Martin3 - ترینیداد و توباگو | - آنتیگوآ و باربودا - باربادوس - جزایر کیمن - دومینیکا - گرنادا - هائیتی - مونتسرات - سنت لوسیا - سنت مارتین3 - جزایر تورکس و کایکوس | - آروبا - برمودا1 - کوبا - دومینیکن - جزیره گوادلوپ3 - جامائیکا - پورتوریکو - سنت وینسنت و گرنادین‌ها - سورینام2 - جزایر ویرجین ایالات متحده |

1:Inside the North American zone, but CFU member.

2:South American country, but CONCACAF member.

3:Full CONCACAF member, but non-FIFA member.

## جام ملت‌های کونکاکاف
مسابقات قهرمانی تیم‌های ملی اعضای این کنفدراسیون از زمان اولین دوره خود در ۱۹۴۱ با نام‌های مختلفی برگزار شده و هم‌اکنون با نام جام طلایی (گلدن کاپ) برگزار و شناخته می‌شود.

### قهرمانان جام کونکاکاف
- ۱۹۴۱ -  کاستاریکا
- ۱۹۴۳ -  السالوادور
- ۱۹۴۶ -  کاستاریکا
- ۱۹۴۸ -  کاستاریکا
- ۱۹۵۱ -  پاناما
- ۱۹۵۳ -  کاستاریکا
- ۱۹۵۵ -  کاستاریکا
- ۱۹۵۷ -  هائیتی
- ۱۹۶۰ -  کاستاریکا
- ۱۹۶۱ -  کاستاریکا

### مسابقه‌های قهرمانی آمریکای شمالی (NAFC)
- ۱۹۴۷ -  مکزیک
- ۱۹۴۹ -  مکزیک
- ۱۹۹۰ -  کانادا
- ۱۹۹۱ -  مکزیک

### مسابقه‌های قهرمانی کونکاکاف
- ۱۹۶۳ -  کاستاریکا
- ۱۹۶۵ -  مکزیک
- ۱۹۶۷ -  گواتمالا
- ۱۹۶۹ -  کاستاریکا
- ۱۹۷۱ -  مکزیکبه کمک ایران

### مسابقه‌های مقدماتی جام جهانی
- ۱۹۷۳ -  هائیتی
- ۱۹۷۷ -  مکزیک
- ۱۹۸۱ -  هندوراس
- ۱۹۸۵ -  کانادا
- ۱۹۸۹ -  کاستاریکا

### مسابقه‌های جام طلایی
- ۱۹۹۱ -  ایالات متحده آمریکا
- ۱۹۹۳ -  مکزیک
- ۱۹۹۶ -  مکزیک
- ۱۹۹۸ -  مکزیک
- ۲۰۰۰ -  کانادا
- ۲۰۰۲ -  ایالات متحده آمریکا
- ۲۰۰۳ -  مکزیک
- ۲۰۰۵ -  ایالات متحده آمریکا
- ۲۰۰۷ -  ایالات متحده آمریکا
- ۲۰۰۹ -  مکزیک
- ۲۰۱۱ -  مکزیک
- ۲۰۱۳ -  ایالات متحده آمریکا
- ۲۰۱۵ -  مکزیک
- ۲۰۱۷ -  ایالات متحده آمریکا
- ۲۰۱۹ -  مکزیک

## لیگ ملت‌های کونکاکاف
لیگ ملت‌های کونکاکاف با الگو برداری از لیگ ملت‌های اروپا در سال ۲۰۱۸ پایه‌گذاری شد و اولین دوره آن در حال برگزاری است.